# Dorfkirche Wustermark

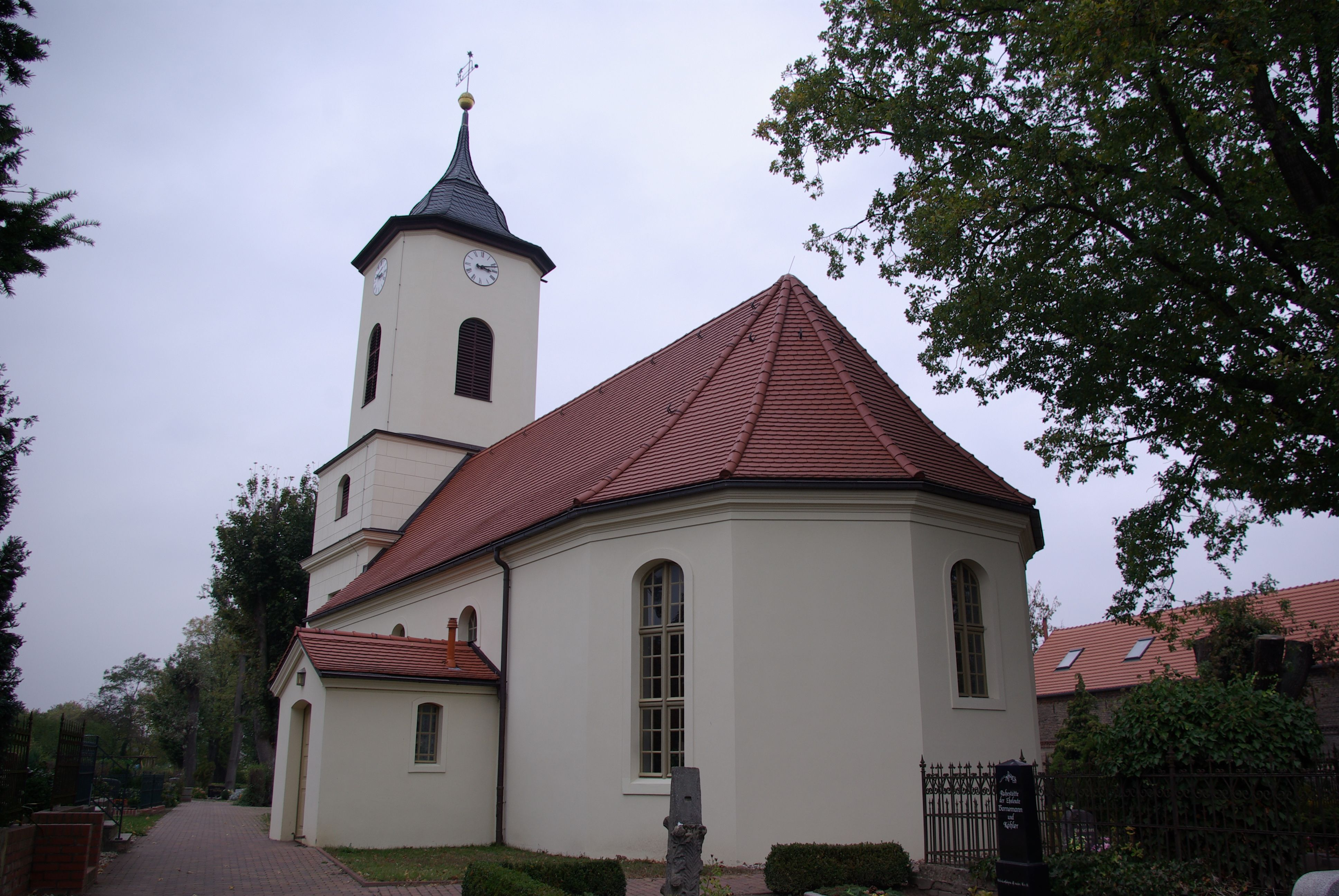
Dorfkirche Wustermark

Die evangelische Dorfkirche Wustermark ist eine Saalkirche in Wustermark, einer amtsfreien Gemeinde im brandenburgischen Landkreis Havelland. Die Kirchengemeinde gehört dem Pfarrsprengel Wustermark im Kirchenkreis Falkensee der Evangelischen Kirche Berlin-Brandenburg-schlesische Oberlausitz an. Das Gebäude steht unter Denkmalschutz.

## Geschichte und Baubeschreibung
Das Kirchengebäude steht im alten Ortskern an der Friedrich-Rumpf-Straße. Der verputzte Saalbau mit einer fünfseitigen Apsis und einem quadratischen Westturm wurde 1703 unter Verwendung älterer Bausubstanz erbaut, während der südliche Vorbau noch jünger ist. Der Turm von 1793 zeichnet sich durch einen zurückgesetzten Aufsatz, abgeschrägte Ecken und eine flache Schweifhaube aus.
Im Inneren befindet sich ein hölzernes Tonnengewölbe aus dem Jahr 1885 sowie eine schlichte Hufeisenempore. Der Kanzelaltar aus dem 18. Jahrhundert verfügt über einen dreiseitigen Korb mit Eckvoluten, der von schlanken korinthischen Säulen und Akanthuswangen flankiert wird. Die Kanzeltür ist von Girlanden und Engelköpfchen gerahmt, darüber befindet sich ein zarter Schalldeckel und ein gesprengter Segmentgiebel. Der Orgelprospekt aus dem 19. Jahrhundert verfügt über drei Rundbögen und einen Akroterienfries. An der Südwand befindet sich ein gemaltes Epitaph für Nicolaus Gräfe, der von 1681 bis 1706 Pfarrer war. Außerhalb an der Südwand befindet sich eine Grabplatte aus dem 18. Jahrhundert.
Der Erbauer der ursprünglichen Orgel ist unbekannt. 1924 erfolgte ein Neubau durch Schuke. 1979 wurde eine ursprünglich für die Dorfkirche Tuchen erbaute Orgel aufgestellt.
Von 2000 bis 2004 wurde der Saal umfassend saniert.